# Jaromar III de Rügen
Jaromar III de Rügen (né avant 1249, mort avant 1285) est prince de Rügen.
Jaromar III est le fils cadet de Jaromar II de Rügen et d'Euphémie de Poméranie, la fille de Świętopełk II de Poméranie. Son nom est mentionné pour la première fois dans un document daté d’avril 1249.
À la mort de son père, assassiné en 1260, il gouverne avec son frère Wisław. Un document daté du 5 mars 1268 lui donne le titre de prince ainsi qu’à son frère Wisław.
Jaromar ne s’est jamais marié et n’a pas d’héritier. Son lieu d’inhumation est inconnu. 